# YG ENTERTAINMENT JAPAN
株式会社YG ENTERTAINMENT JAPAN（ワイジーエンターテインメントジャパン）は、韓国の芸能プロダクションYGエンターテインメントの日本法人である。
東方神起、BoAなどが所属するSMエンタテインメントとともに、K-POPや韓流ドラマ・映画など、いわゆる「韓国カルチャー」を日本国内で牽引してきた芸能プロダクションの一つである。

## 概要
1990年代に韓国の音楽シーンをリードしたグループ「ソテジワアイドゥル」のメンバーであるヤン・ヒョンソクが代表を務めるYGエンターテインメント。その日本法人として立ち上げられたのがYG ENTERTAINMENT JAPANであり、YG所属アーティストの日本国内におけるマネジメントを主に担っている。
YG所属アーティストの海外展開の本格化とともに、2007年1月に日本支社として設立された。

## 歴史
- 2007年 - 株式会社YG ENTERTAINMENT JAPAN設立。
- 2009年末 - BIGBANGが日本レコード大賞最優秀新人賞を獲得[2]。
- 2011年 - エイベックス・グループ・ホールディングスとの共同音楽レーベル「YGEX(ワイジーイーエックス)」発足[3]。
- 2013年 - G-DRAGONが4大ドームツアー[4]。BIGBANGドームツアー。計92万7000人を動員[5]。
- 2014年 - BIGBANGドームツアー「BIGBANG JAPAN DOME TOUR 2014-2015 “X”」では約74万1000人を動員[6]。
  - 「YG Exhibition in Japan」を開催[7]。
  - WINNERが「WINNER 1st JAPAN TOUR 2014」を開催。約2万5000人を動員[8]。
- 2015年 - iKONが日本で初となるファンミーティング「iKON FAN MEETING 2015 IN JAPAN ～iKONTACT～」を開催。全国5会場12公演で2万6千600人を動員[9]。
- 2016年、iKONも日本レコード大賞の最優秀新人賞を受賞する。
  - WINNERが日本で二度目のツアーとなる「WINNER JAPAN TOUR 2015」を開催。全10都市17公演[10]。
  - WINNERが自身初となる沖縄公演「WINNER SPECIAL LIVE IN OKINAWA」を開催[11]。
  - iKONが、iKON JAPAN OFFICIAL FANCLUB 【iKONIC JAPAN】を発足[12]。
  - iKONの日本デビューアルバム「WELCOME BACK」がオリコンデイリーCDアルバムランキングで1位（5.3万枚）を獲得[13]
- 2020年、YG JAPAN練習生出身のヨシ・マシホ・アサヒ・ハルトが、YG新ボーイズグループ・TREASUREとしてデビュー[14]。
- 2021年、本社所在地を港区東麻布に変更。